# Heinrich Korte
Heinrich Korte (* 23. März 1853 in Freienohl; † 1. Januar 1927 in Barop-Hombruch) war ein parteiloser Kommunalbeamter und -politiker und erster Amtmann des selbständigen Amtes Gladbeck.

## Leben und Wirken
Nach der Schulentlassung trat Heinrich Korte in den Verwaltungsdienst seiner sauerländischen Heimatgemeinde ein und durchlief dort die Ausbildung zum Verwaltungsbeamten. In der ersten Hälfte der 1880er Jahre wechselte er als Amtssekretär zum Amt Buer im Kreis Recklinghausen, von wo auch das benachbarte Gladbeck verwaltet wurde. Als durch das Engagement des Landrates Freiherr Robert von Reitzenstein die Gemeinde Gladbeck mit dem 1. April 1885 zu einem selbständigen Amt erhoben wurde, bestellte er Heinrich Korte zu dessen Amtmann.
In seiner über dreißigjährigen Amtszeit erlebte Gladbeck ein immenses Wirtschafts- und Bevölkerungswachstum. Die Einwohnerzahlen stiegen von 4.435 im Jahr 1885 auf 55.273 im Jahr 1915. Korte oblag die Aufgabe, das ehemalige bäuerliche Dorf mit einer zeitgemäßen Infrastruktur auszustatten. Dazu gehörten unter anderem die Anlage von ausgebauten Straßen und Wegen sowie die Einrichtung einer Kanalisation. Große Bedeutung hatte die Anbindung Gladbecks an den überregionalen Verkehr durch die Eröffnung der Eisenbahnstrecken Winterswijk–Gelsenkirchen und Osterfeld-Hamm, aber auch der Bau einer Straßenbahnstrecke von Osterfeld über Gladbeck nach Horst. In seiner Zeit wurden auch die ersten beiden Amtshäuser sowie von 1908 bis 1910 das heutige Rathaus errichtet.
Mitte September 1917 wurde Heinrich Korte in den Ruhestand verabschiedet und verlegte seinen Wohnsitz nach Godesberg. Er verstarb unerwartet während eines Weihnachtsbesuches bei seiner Tochter in Barop und wurde in einem Ehrengrab auf dem Friedhof Gladbeck-Mitte beigesetzt.

## Auszeichnungen
- 1917: Verdienstkreuz für Kriegshilfe
- 1918: österreichisches Kriegskreuz für Zivilverdienste 3. Klasse

## Ehrungen
In Gladbeck ist eine Straße nach Heinrich Korte benannt.